# Aarão de Aleth
Aarão de Aleth (em bretão: Aihran) foi um ermitão, monge e abade que viveu na metade do século VI em um monastério em Cézembre, uma pequena ilha próxima de Aleth, atualmente Saint-Servan, e de Saint-Malo, na região da Bretanha, França. Algumas fontes dão conta de que ele nasceu de mercadores britânicos na Armória Dumnônia, um antigo reino na Britânia pós-romana, numa área que hoje cobre o sudoeste da Inglaterra.
Aarão foi um galês que viveu solitário próximo de Lamballe e Pleumeur-Gautier, antes de se estabelecer em Aleth. Ele atraiu vários visitantes enquanto permaneceu lá, incluindo São Malo, tendo, em 554, tornado seu abade e morrido logo após isso. Tendo sucedido seu preceptor espiritual na localidade que mais tarde recebeu seu nome, São Malo foi consagrado primeiro Bispo de Aleth. A festa de Santo Aarão de Aleth é comemorada no dia 21 ou 22 de junho.
Ele é mencionado ainda na obra Les Vies des Saints de Bretagne (A Vida dos Santos da Bretanha), escrita pelo historiador e monge beneditino Guy Alexis Lobineau, publicada pela primeira vez em 1838, como obra póstuma.